# ラテン帝国

ロマニア帝国
Imperium Romaniae

赤の領域がラテン帝国。緑はエピロス専制侯国、青はニカイア帝国、紫はトレビゾンド帝国（英語）

ラテン帝国（ラテンていこく、英語: Latin Empire / Latin Empire of Constantinople）は、東ローマ帝国（ビザンツ帝国）から奪ったコンスタンティノープルに第4回十字軍の指導者らが建国した封建制十字軍国家である。
第4回十字軍の後、旧東ローマ帝国領に成立した他のラテン勢力、特にヴェネツィア共和国に対して政治的・経済的優位性を得ることに失敗し、初期の短い軍事的成功の後は北方の第二次ブルガリア帝国や東ローマ帝国の継承権を主張する様々な国と絶えず戦争状態にあったため、次第に衰退していった。最終的には、1261年に東ローマ帝国の亡命政権のひとつであるニカイア帝国がコンスタンティノープルを奪回して東ローマ帝国を復活させた。

## 国名
東ローマ帝国からフランコクラティア（ギリシア語: Φραγκοκρατία, フランク人の支配）、あるいはラテノクラティア（ギリシア語: Λατινοκρατία, ラテン人の支配）としてラテン帝国は言及され、ラテン皇帝自身は一般的に、ラテン語: Imperium Constantinopolitanum（英語: Empire of Constantinople, コンスタンティノープル帝国）やラテン語: Imperium Romaniae（英語: Empire of Romania, ロマニア帝国）、ラテン語: Imperium Romanorum（英語: Empire of the Romans, ローマ人の帝国）といった様々な名前によって帝国について触れた。

## 歴史

### 起源と成立

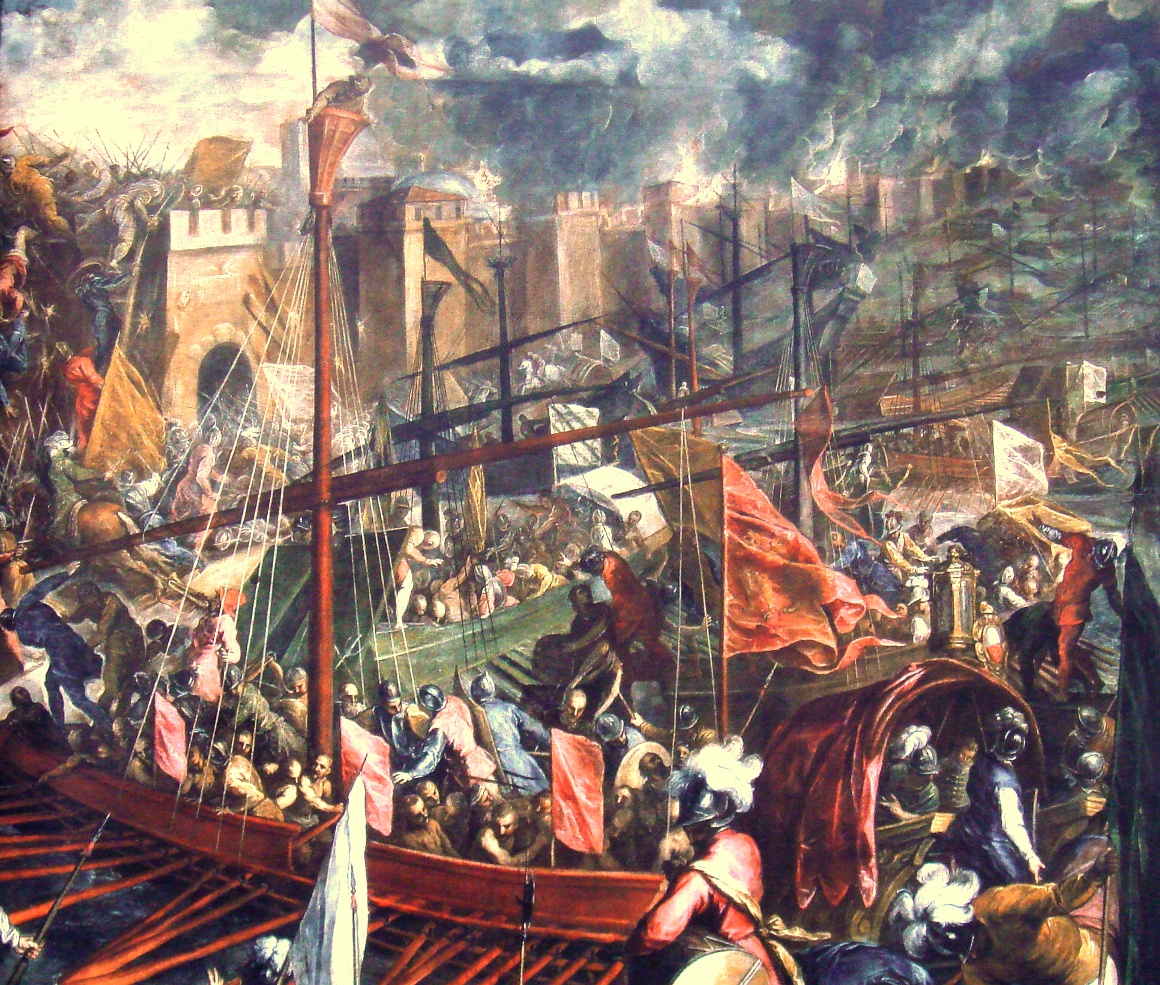
1204年の第4回十字軍におけるコンスタンティノープル包囲

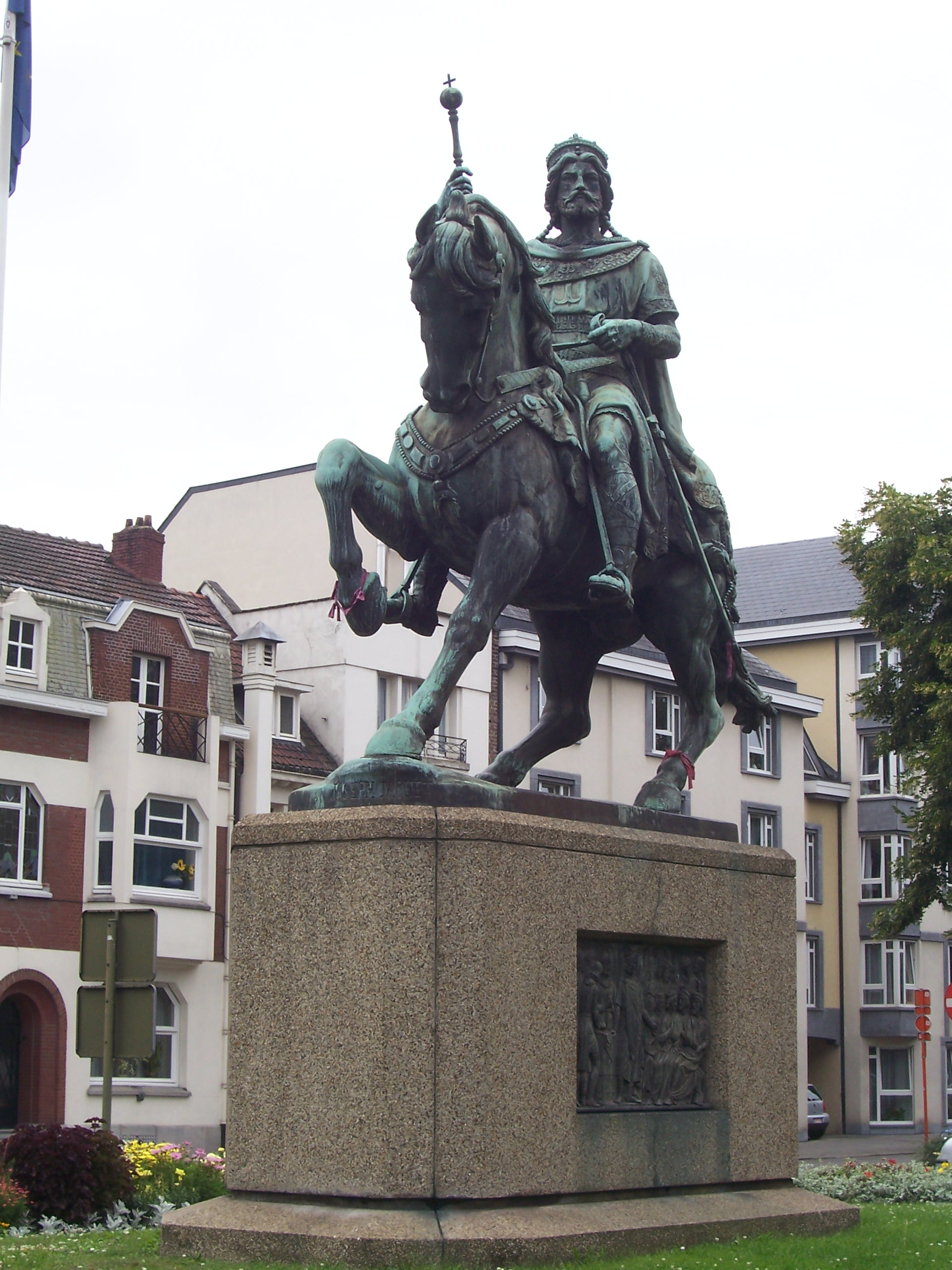
初代皇帝のボードゥアン1世像

第4回十字軍は当初、ムスリムが支配する都市エルサレムを取り返すために召集された。十字軍はアレクシオス3世によって帝位を簒奪され退位させられた、東ローマ皇帝イサキオス2世の子アレクシオス4世によって財政的・軍事的援助を約束されており、その支援によりエルサレムに進み続けることを計画していた。本来、計画はイサキオス2世を復位させるためのものであった。十字軍が東ローマの帝都コンスタンティノポリスに到達すると状況は直ぐに危険なものへ一変し、イサキオス2世とアレクシオス4世が短期間統治したが、十字軍が望んだような支払いを受け取ることはなかった。1204年4月、彼らはコンスタンティノポリスの莫大な富を占拠し略奪した。十字軍によるコンスタンティノポリス略奪において、一連の経済的そして政治的事件は頂点に達した。
コンスタンティノープル包囲戦の後、十字軍は5月16日にフランドル伯ボードゥアン9世を初代皇帝に選出し、総大司教にはヴェネツィア出身のトマーゾ・モロシーニを任じて、ラテン帝国を樹立した。
十字軍は東ローマ帝国の分割について合意した。1204年10月に署名された東ローマ帝国領分割条約では、クレタ島などの島嶼部を含む帝国領の8分の3がヴェネツィア共和国のものとなった。ラテン帝国は以下の残留領土を主張して権力を行使した。
- 封臣地に分割されたギリシア地域
  - テッサロニキ王国
  - アカイア公国
  - アテネ公国
  - ナクソス公国
- 北トラキアにあったフィリッポポリス公国（英語版）

旧東ローマ帝国領を封土として付与された十字軍諸侯らは、ラテン皇帝に忠誠を誓った。さらなる公国はニカイア、ニコメディア、フィラデルフィア、ネオカストラといった小アジアで計画されたが、そこでニカイア帝国が誕生したため、これらの公国は机上のままであった。皇帝ボードゥアン1世は、旧東ローマ帝国領の全土の征服を目指した。当初は順調に征服が進むかに見えたが、東ローマ帝国のギリシャ人貴族層を冷遇し、正教会の聖職者達にはカトリックの典礼を強制したため、ギリシャ人の不満は高まりだした。貴族達は東ローマ帝国の皇族達が各地に建てた亡命政権へ参加したり、第二次ブルガリア帝国（ワラキア＝ブルガリア）と協力するなどしてラテン帝国へ抵抗し、聖職者達は協力を拒否した。
一方、新たに樹立されたラテン帝国の領土は十字軍の騎士達に封土として分割されたため、存立基盤が弱く、指導者の1人だったモンフェッラート侯ボニファーチョ1世はボードゥアン1世と対立し、ギリシアにテッサロニキ王国を築いて半独立の構えを示した。ヴェネツィアの関心は群島領土と海港の保持と制海権のみで、帝国の内陸部には興味を示さなかった。
ラテン帝国の支配権は、ニカイアのラスカリス家やトレビゾンドのコムネノス家に率いられた残存国家により直ちに楯突かれた。1224年から1242年には、テオドロス1世コムネノス・ドゥーカスがテッサロニキからラテン帝国に異を唱えた。ニカイアそのものは占領されることなく、その地を受領するはずだった指導者の1人ブロワ伯ルイ1世は1205年4月、ラテン帝国と第二次ブルガリア帝国の間で勃発したアドリアノープルの戦いで戦死し、初代皇帝ボードゥアン1世も侵攻してきたブルガリア皇帝のカロヤン・アセンとクマン人の連合軍に大敗して捕虜となった。この敗北は、ラテン帝国への打撃でもあり、同国は混沌とした状態に陥った。勢いづいたブルガリア軍は各地を蹂躙し、ラテン帝国側は首都コンスタンティノープルの他にはいくつかの主要都市を維持するだけであり、早くも滅亡寸前となった。しかし、ブルガリアのあまりに激しい略奪のため、ギリシャ人は再びラテン帝国を頼るようになった。摂政に立ったボードゥアン1世の弟アンリ・ド・エノーは、ギリシャ人に融和的な政策をとって彼等の支持を受ける一方で周囲を制圧し、東ローマ亡命政権のエピロス専制侯国やニカイア帝国とも有利な条件で講和を結ぶことに成功した。また、テッサロニキ王国のボニファーチョ1世とも、彼の娘と結婚することで和解した。
ニカイア帝国による一時的な再征服の後、ニコメディアはラテン帝国の支配下に戻ったが、ニコメディア公領は帝国領の一部のままであった。ボードゥアン1世の弟の第2代皇帝アンリ1世は、1205年のアドラミュティオンの戦いで地方有力者であったテオドロス・マンガファスを破った後にネオカストラの領有権を主張したが、そこがラテン帝国の実効支配下に入ることはなかった。一方でネオカストラは単一の所有者に与えられることはなく、聖ヨハネ騎士団とその他の封建家臣の間で分割された。
一方、第二次ブルガリア帝国は、ラテン帝国の成立を受けて当初ラテン帝国と友好関係を築こうと試みていたが、ラテン帝国側はそれを拒絶するどころか教皇も認めていたブルガリア領の支配権を主張した。ブルガリアのカロヤン・ヨハニッツァはトラキアでニカイア帝国のテオドロス1世ラスカリスら東ローマ貴族と同盟を組んでラテン帝国と対峙し、東ローマ側はカロヤンを皇帝として迎え入れることを約束した。アドリアノープルの戦いでの予期せぬブルガリア側の勝利は東ローマ貴族にカロヤンに対する謀略を抱かせ、彼らはラテン帝国と同盟を結んだ。
1206年のルシオンの戦いなどでも敗戦が続いたラテン帝国は、東トラキアの多くの都市をブルガリアに占拠されたが、フィリッポポリスの戦いのみはアンリ1世率いるラテン軍が勝利した。
その後、リュンダクス川の戦いでもニカイア軍に勝利を収めたラテン帝国は、ニンファエウム条約でニカイア帝国との国境を画定し、同じ頃にブルガリアとも講和条約を締結した。

### 衰退と崩壊
しかし、1216年にアンリ1世が死去すると帝国は再び衰退しはじめた。1217年、アンリ1世の後を継いでローマ教皇による戴冠を受け、陸路でコンスタンティノープルに向かっていたフランス人のピエール2世・ド・クルトネーは、ローマからコンスタンティノープルへ向かう途中のアルバニア山中でエピロス専制侯国のテオドロス1世コムネノス・ドゥーカスに捕縛され、2年後に獄中で死去した。1218年にはブルガリア皇帝に即位したイヴァン・アセン2世がラテン帝国との同盟を結び、1221年にラテン帝国側がフィリッポポリスをブルガリアに割譲した。
1222年、ニカイア帝国でヨハネス3世ドゥーカス・ヴァタツェスが即位しようとしていたが、これに反対した前ニカイア皇帝テオドロス1世の弟らはそれを妨げようと試みた。しかし、失敗した彼はラテン皇帝ロベール1世に対して派兵を依頼し、1225年にポイマネノンの戦いが勃発したが、これに敗戦したラテン帝国は小アジア地域における全領土を喪失した。1223年にはエピロス専制侯国にサロニカを奪われた。
1228年までにはラテン帝国の情勢は絶望的となり、ブルガリア側との交渉に入って当時未成年であった皇帝ボードゥアン2世とイヴァン・アセン2世の娘エレナの婚姻を約束した。この結婚はブルガリア皇帝をコンスタンティノープルにおける摂政にさせるはずだったが、その一方でラテン帝国側はエルサレム王だったフランス人貴族ジャン・ド・ブリエンヌに摂政の地位を提供して建て直しを計り、ブリエンヌの娘がボードゥアン2世と結婚した。
ニカイア帝国と同盟を結んだブルガリア帝国は、1235年にコンスタンティノープル包囲戦を仕掛けるも失敗し、1237年にジャン・ド・ブリエンヌが死去すると、ボードゥアン2世の摂政に就けるようになったイヴァン・アセン2世はニカイアとの協力関係を破棄した。ボードゥアン2世の治世は西欧からの援助を請う事だけに費された。
1241年頃にはモンゴル帝国による侵攻を受け、一時捕虜となったボードゥアン2世は後にモンゴル帝国の首都カラコルムに使者を派遣し、家臣としてハーンへの貢納を約束させられた後に釈放されたと見られている。
その後、ミカエル8世パレオロゴスのニカイア帝国が国力を増強してラテン帝国侵攻を準備すると、1261年7月25日の夜中、ラテン帝国軍がヴェネツィア海軍と共に黒海西岸へ遠征に出ている隙をつかれて、ニカイア帝国軍がコンスタンティノープルに攻め入った。最後の皇帝ボードゥアン2世や一部の市民らは、遅れて到着したヴェネツィア軍により救出され逃亡、帝都を脱した。ここにラテン帝国は崩壊し、57年ぶりに東ローマ帝国が復活した（コンスタンティノープルの回復 (1261年)）。ボードゥアンはその後ローマに赴き、教皇ウルバヌス4世が将来ボードゥアンを皇位に復することを約束したが、ウルバヌス4世は間もなく死去しボードゥアンも復位することはなかった。皇位は複数の詐称者とともに14世紀まで存続した。1383年にジャック・デ・ボーが死去するまで、様々な生き残ったラテン人諸公国はラテン皇帝の血筋を認め続け、1579年にオスマン帝国がナクソス公国を併合するまでラテン人の財産はギリシアに残った。

## 年表
- 1204年 - フランドル伯ボードゥアン9世が、初代皇帝ボードゥアン1世として即位。
- 1205年 - ラテン帝国軍、ブルガリア軍に敗北。ボードゥアン1世が捕虜となる。
- 1206年 - アンリ1世が皇帝に即位。
- 1216年 - アンリ1世が死去。ラテン帝国は以後衰退の一途をたどる。
- 1217年 - ピエール2世・ド・クルトネーがエピロス専制侯国に捕らえられる。
- 1225年 - ニカイア帝国軍に大敗。小アジアの領土の大半を失う。
- 1242年 - モンゴル帝国軍に大敗。
- 1261年 - ヴェネツィア海軍の留守中の7月にニカイア軍にコンスタンティノープルを占領され、ラテン帝国は滅んだ。